# Act III: M.O.T.T.E World Tour
Die Act III: M.O.T.T.E 'Moment of Truth The End' World Tour (kurz Act III: M.O.T.T.E) war die zweite Welttournee des Südkoreanischen Rappers G-Dragon. Die Tournee startete am 10. Juni in Seoul und endete am 8. Oktober in Taipeh. Die Tour ist die größte koreanischsprachige Tournee in Nordamerika, Europa und die größte eines südkoreanischen Solokünstlers.

## Hintergrund
Im Januar kündigte 2017 kündigte YG Entertainment an, dass G-Dragon an einem neuen Album arbeitet und eine Tournee starten werde. Im März berichteten mehrere Südkoreanische Nachrichtensender, dass GD im Juni ein Solokonzert im Seoul-World-Cup-Stadion haben soll. Rund eine Woche später, Anfang April, wurde das Gerücht von YG Entertainment bestätigt. Ende April wurde die Act III: M.O.T.T.E 'Moment of Truth The End' World Tour mit 19 Konzerten in Asien, Nordamerika und Ozeanien angekündigt. Mitte Juni wurden weitere Konzerte in Hong Kong, den Philippinen, Indonesien, Malaysia und Taiwan angekündigt. Ende Juni wurden die Daten der fünf Europäischen Konzerte bekanntgegeben.

## Setliste
Die Reihenfolge und Auswahl der Lieder können bei verschiedenen Konzerten teilweise abweichen. Die folgende Liste entspricht der des Konzertes in Macau am 17. Juni 2017.
| Setlist |
| --- |
| Setlist 1. Heartbreaker 2. Breathe 3. A Boy 4. But I Love You 5. Obsession 6. MichiGO 7. One of a Kind 8. R.O.D 9. That XX 10. Black 11. Missing You 12. Who You 13. I Love It 14. Today 15. Crayon 16. Super Star 17. Middle Fingers Up 18. Bullshit 19. Divina Commedia Encore 1. This Love 2. Crooked 3. Untitled, 2014 |

| Anmerkungen |
| --- |
| - Während des ersten Konzerts in Seoul wurden R.O.D und The Leaders mit CL und Palette und Missing You mit IU aufgeführt. - This Love wurde nur in Asien und Seattle in den USA aufgeführt. |

## Konzerte
Die Tournee verlief in folgenden Städten.
| Datum              | Stadt        | Land               | Arena                          | Besucherzahlen |
| Asien              | Asien        | Asien              | Asien                          | Asien          |
| ------------------ | ------------ | ------------------ | ------------------------------ | -------------- |
| 10. Juni 2017      | Seoul        | Südkorea           | Seoul World Cup Stadium        | 40.000         |
| 17. Juni 2017      | Cotai        | Macau              | Cotai Arena                    | 22.000         |
| 18. Juni 2017      | Cotai        | Macau              | Cotai Arena                    | 22.000         |
| 24. Juni 2017      | Singapur     | Singapur           | Singapore Indoor Stadium       | 15.000         |
| 25. Juni 2017      | Singapur     | Singapur           | Singapore Indoor Stadium       | 15.000         |
| 7. Juli 2017       | Bangkok      | Thailand           | Impact, Muang Thong Thani      | 20.000         |
| 8. Juli 2017       | Bangkok      | Thailand           | Impact, Muang Thong Thani      | 20.000         |
| Nordamerika        |              |                    |                                |                |
| 11. Juli 2017      | Seattle      | Vereinigte Staaten | KeyArena                       | —              |
| 14. Juli 2017      | San Jose     | Vereinigte Staaten | SAP Center                     | —              |
| 16. Juli 2017      | Inglewood    | Vereinigte Staaten | The Forum                      | 10.000         |
| 19. Juli 2017      | Houston      | Vereinigte Staaten | Toyota Center                  | 5.700          |
| 21. Juli 2017      | Chicago      | Vereinigte Staaten | United Center                  | —              |
| 25. Juli 2017      | Miami        | Vereinigte Staaten | American Airlines Arena        | —              |
| 27. Juli 2017      | Brooklyn     | Vereinigte Staaten | Barclays Center                | —              |
| 30. Juli 2017      | Toronto      | Kanada             | Air Canada Centre              | —              |
| Ozeanien           |              |                    |                                |                |
| 5. August 2017     | Sydney       | Australien         | Qudos Bank Arena               | —              |
| 8. August 2017     | Brisbane     | Australien         | Brisbane Entertainment Centre  | 2.100          |
| 12. August 2017    | Melbourne    | Australien         | Hisense Arena                  | —              |
| 16. August 2017    | Auckland     | Neuseeland         | Spark Arena                    | —              |
| Asien              |              |                    |                                |                |
| 19. August 2017    | Fukuoka      | Japan              | Fukuoka Dome                   | 260.000        |
| 22. August 2017    | Osaka        | Japan              | Kyocera Dome                   | 260.000        |
| 23. August 2017    | Osaka        | Japan              | Kyocera Dome                   | 260.000        |
| 25. August 2017    | Chek Lap Kok | Hongkong           | AsiaWorld-Arena                | 36.000         |
| 26. August 2017    | Chek Lap Kok | Hongkong           | AsiaWorld-Arena                | 36.000         |
| 1. September 2017  | Manila       | Philippinen        | Smart Araneta Coliseum         | —              |
| 3. September 2017  | Jakarta      | Indonesien         | ICE Hall                       | —              |
| 17. September 2017 | Kuala Lumpur | Malaysia           | Stadium Merdeka                | 12.000         |
| 19. September 2017 | Tokio        | Japan              | Tokyo Dome                     | —              |
| 20. September 2017 | Tokio        | Japan              | Tokyo Dome                     | —              |
| Europa             |              |                    |                                |                |
| 23. September 2017 | Birmingham   | England            | Genting Arena                  | —              |
| 24. September 2017 | London       | England            | The SSE Arena, Wembley         | —              |
| 26. September 2017 | Amsterdam    | Niederlande        | Ziggo Dome                     | —              |
| 28. September 2017 | Paris        | Frankreich         | AccorHotels Arena              | —              |
| 30. September 2017 | Berlin       | Deutschland        | Mercedes-Benz Arena            | —              |
| Asien              |              |                    |                                |                |
| 7. Oktober 2017    | Taipeh       | Taiwan             | TWTC Nangang Exhibition Center | 20.000         |
| 8. Oktober 2017    | Taipeh       | Taiwan             | TWTC Nangang Exhibition Center | 20.000         |
| Insgesamt          | Insgesamt    | Insgesamt          | Insgesamt                      | 654.000        |

## Einnahmen
| Arena                         | Stadt                  | Verkaufte Karten / Verfügbar | Einnahmen  |
| ----------------------------- | ---------------------- | ---------------------------- | ---------- |
| The Forum                     | Inglewood, Kalifornien | 9.928 / 10.957 (91 %)        | $1.354.697 |
| Brisbane Entertainment Centre | Brisbane, Australia    | 2.103 / 2.351 (89 %)         | $401.154   |
| Toyota Center                 | Houston                | 5.708 / 7.796 (73 %)         | $789.233   |